# Brit Gülland
Brit Gülland (* 5. Juni 1963 in Schwerin) ist eine deutsche Schauspielerin und Synchronsprecherin.

## Leben
Sie ist die Tochter der Schauspielerin Christine Gülland. Von 1982 bis 1986 machte Brit Gülland eine Ausbildung an der Hochschule für Schauspielkunst „Ernst Busch“ in Berlin. Brit Gülland synchronisierte bereits mehrere Filme der Filmproduktionsgesellschaft Rothkirch/Cartoon-Film vom deutschen Filmproduzenten Thilo Graf Rothkirch. Dazu zählen unter anderem die Filme Lauras Stern (2004), Der kleine Eisbär 2 – Die geheimnisvolle Insel (2005) und Lauras Stern und der geheimnisvolle Drache Nian (2009).
Brit Gülland wohnt in Köln.

## Filmografie
- 1981: Romanze mit Amélie als Amélie
- 1990: Mönche jagen als Elisabeth
- 1992: Die große Freiheit als Kathrin
- 1994:	Ärzte: Dr. Vogt als Schwester Anna
- 1996:	Bestiarium als Clara
- 1998:	Forsthaus Falkenau als Tina
- 1998:	Der Fahnder als Spomenka
- 1999:	Millenium Love als Vera
- 2000:	Herzschlag als Eva Mundt
- 2001:	Nikola als Daniela Stern
- 2001:	Im Namen des Gesetzes als Evelyn Wigand
- 2006:	Post Mortem als Apothekerin
- 2009:	Kommissar Stolberg als Lydias Mutter
- 2009:	Tod in Istanbul als Ärztin
- 2009–2010: Verbotene Liebe als Aylin Peters
- 2012: Der Lehrer als Frau Höppner
- 2012: Hotel 13 als Frieda Frosta

## Ludografie
- 2007: Overclocked als Laura Fawcett